# Englerulaceae
Englerulaceae es una familia de hongos con ubicación taxonómica incierta en la clase Dothideomycetes.

## Géneros
- Capnodiastrum
- Clypeolella
- Coniosporiella
- Diathrypton
- Englerula
- Englerulella
- Goosia
- Linotexis
- Mitteriella
- Parenglerula
- Questieria
- Questieriella
- Rhizotexis
- Rhytidenglerula
- Sarcinella
- Schiffnerula
- Thrauste